# Oulipo
Oulipo (Ouvroir de littérature potentielle), fritt översatt "verkstad för potentiell litteratur", är en grupp grundad i Paris 1960, till en början nära knuten till Patafysiska Kollegiet. Oulipogruppen har som syfte att utforma och använda nya formler, eller begränsningar, för det skönlitterära skrivandet, och utforska och beskriva äldre sådana, företrädesvis från barocken.  Ett exempel på resultatet av det är författaren Georges Perecs roman Försvinna, som inte innehåller några ord med bokstaven e, ett s.k. lipogram. 
I Sverige existerade under några år på 80-talet en dotterorganisation kallad Politbyrån (potentiella litteraturbyrån) som också gav ut ett par nummer av tidskriften Byrålådan (med mottot "vi skriver för Byrålådan"). Aktiva var Lars Hagström, Sture Pyk och Magnus Hedlund. Sedan både Hagström och Pyk avlidit i början av 2000-talet är byrån stängd.

## Grundare
- Noël Arnaud
- Jacques Bens
- Claude Berge
- Jacques Duchateau
- Emmanuel Peillet
- François Le Lionnais
- Jean Lescure
- Raymond Queneau
- Jean Queval
- Albert-Marie Schmidt

## Andra författare i urval
- Italo Calvino
- Marcel Duchamp
- Georges Perec

## Verk i urval
- Stilövningar av Raymond Queneau
- Försvinna av Georges Perec
- Livet är en häst, om Oulipo av Magnus Hedlund